# Tilia dasystyla
Tilia dasystyla är en malvaväxtart. Tilia dasystyla ingår i släktet lindar, och familjen malvaväxter.

## Underarter
Arten delas in i följande underarter:
- T. d. caucasica
- T. d. dasystyla
- T. d. multiflora